# Hypoxylon lividipigmentum
Hypoxylon lividipigmentum är en svampart som beskrevs av F. San Martín, Y.M. Ju & J.D. Rogers 1996. Hypoxylon lividipigmentum ingår i släktet Hypoxylon och familjen kolkärnsvampar.   Inga underarter finns listade i Catalogue of Life.